# Paronychie
Paronychie of nagelriemontsteking is een etterende ontsteking van de nagelriem van  een vinger of teen, die meestal door de bacterie Staphylococcus aureus wordt veroorzaakt. 
Nagelriemontsteking, ook wel omloopje genoemd, kan onder andere ontstaan door vuil in een wondje langs de nagelriem, bijvoorbeeld ten gevolge van een splinter of door nagelbijten. Onder de nagel kan zich vervolgens pus ophopen. Dit kan een uiterst pijnlijke en rood gezwollen vinger of teen tot gevolg hebben. Bij paronychie, van het Griekse para (naast) en onyx (nagel) genoemd, blijft de ontsteking beperkt tot de nagelriem.  Als de ontsteking dieper gaat, wordt gesproken van panaritium (fijt).